# Syphrea jolyi
Syphrea jolyi es una especie de insecto coleóptero de la familia Chrysomelidae. Fue descrita en 1997 por Bechyne.